# Xã Springfield, Quận Erie, Pennsylvania
Xã Springfield (tiếng Anh: Springfield Township) là một xã thuộc quận Erie, tiểu bang Pennsylvania, Hoa Kỳ. Năm 2010, dân số của xã này là 3.425 người.